# Plocama
Plocama is een geslacht uit de sterbladigenfamilie (Rubiaceae). De soorten komen voor op de Canarische Eilanden in het westen tot in Noordwest-India in het oosten. 

## Soorten
- Plocama afghanica (Ehrend.) M.Backlund & Thulin
- Plocama asperuliformis (Lincz.) M.Backlund & Thulin
- Plocama aucheri (Guill.) M.Backlund & Thulin
- Plocama botschantzevii (Lincz.) M.Backlund & Thulin
- Plocama brevifolia (Coss. & Durieu ex Pomel) M.Backlund & Thulin
- Plocama bruguieri (A.Rich. ex DC.) M.Backlund & Thulin
- Plocama bucharica (B.Fedtsch. & Des.-Shost.) M.Backlund & Thulin
- Plocama calabrica (L.f.) M.Backlund & Thulin
- Plocama calcicola (Puff) M.Backlund & Thulin
- Plocama calycoptera (Decne.) M.Backlund & Thulin
- Plocama corcyllis (Sond.) M.Backlund & Thulin
- Plocama crucianelloides (Jaub. & Spach) M.Backlund & Thulin
- Plocama dubia (Aitch. & Hemsl.) M.Backlund & Thulin
- Plocama eriantha (Jaub. & Spach) M.Backlund & Thulin
- Plocama hymenostephana (Jaub. & Spach) M.Backlund & Thulin
- Plocama iljinii (Lincz.) M.Backlund & Thulin
- Plocama inopinata (Lincz.) M.Backlund & Thulin
- Plocama jolana (Thulin) M.Backlund & Thulin
- Plocama kandaharensis (Ehrend. & Qarar ex (Ehrend. & Schönb.-Tem.) M.Backlund & Thulin
- Plocama macrantha (Blatt. & Hallb.) M.Backlund & Thulin
- Plocama mestscherjakovii (Lincz.) M.Backlund & Thulin
- Plocama olivieri (A.Rich. ex DC.) M.Backlund & Thulin
- Plocama pendula Aiton
- Plocama puberula (Balf.f.) M.Backlund & Thulin
- Plocama putorioides (Radcl.-Sm.) M.Backlund & Thulin
- Plocama reboudiana (Coss. & Durieu) M.Backlund & Thulin
- Plocama rosea (Hemsl. ex Aitch.) M.Backlund & Thulin
- Plocama somaliensis (Puff) M.Backlund & Thulin
- Plocama szowitzii (DC.) M.Backlund & Thulin
- Plocama thymoides (Balf.f.) M.Backlund & Thulin
- Plocama tinctoria (Balf.f.) M.Backlund & Thulin
- Plocama trichophylla (Popov) M.Backlund & Thulin
- Plocama vassilczenkoi (Lincz.) M.Backlund & Thulin
- Plocama yemenensis (Thulin) M.Backlund & Thulin

... · 
Afrocanthium · 
Asperula (Bedstro) · 
Atractocarpus · 
Belonophora · 
Bouvardia · 
Breonadia · 
Byrsophyllum · 
Callipeltis · 
Cephalanthus (Kogelbloem) · 
Chassalia · 
Cinchona · 
Coffea (Koffie) · 
Coprosma · 
Cruciata · 
Deppea · 
Galium (Walstro) · 
Gardenia · 
Genipa · 
Morinda · 
Nertera · 
Pentas · 
Plocama · 
Portlandia · 
Psydrax · 
Richardia · 
Rothmannia · 
Rubia · 
Rutidea · 
Rytigynia · 
Sabicea · 
Sarcocephalus · 
Sericanthe · 
Sherardia · 
Spermacoce · 
Tarenna · 
Tricalysia · 
Uncaria · 
Vangueria · 
Virectaria ·  
Wendlandia · 
...